# 1971 a tudományban
Az 1971. év a tudományban és a technikában.

## Díjak
- Nobel-díjak
  - Fizikai Nobel-díj: Gábor Dénes
  - Fiziológiai és orvostudományi Nobel-díj: Earl W. Sutherland, Jr.
  - Kémiai Nobel-díj: Gerhard Herzberg

## Űrkutatás
- május 30. – az amerikai Mariner-program keretében Floridából elindítják a Mariner–9 űrszondát Mars felé
- június 30. – Földet érés közben életét vesztette a Szojuz–11 legénysége
- november 14. – a Mariner–9 űrszonda eléri a Marsot (a tervezett magasságban). Ez lett az első űreszköz, amelyik egy másik bolygó műholdjává vált

## Születések
- augusztus 9. – Roman Romanyenko orosz, szovjet mérnök, űrhajós
- augusztus 30. – Katherine Megan McArthur amerikai óceánkutató, űrhajósnő

## Halálozások
- február 25. – Theodor Svedberg Nobel-díjas svéd kémikus (* 1884)
- április 12. – Igor Jevgenyjevics Tamm Nobel-díjas (megosztva) orosz, szovjet atomfizikus (* 1895)
- június 15. – Wendell M. Stanley Nobel-díjas (megosztva) amerikai vegyész, virológus (* 1904)
- június 18. – Paul Karrer oroszországi születésű Nobel-díjas svájci kémikus (* 1889)
- június 30. – orosz, szovjet űrhajósok:
  - Georgij Tyimofejevics Dobrovolszkij (* 1928)
  - Vlagyiszlav Nyikolajevics Volkov (* 1935)
  - Viktor Ivanovics Pacajev (* 1933)
- július 1. – William Lawrence Bragg angol fizikus (* 1890)
- október 29. – Arne Tiselius Nobel-díjas svéd biokémikus (* 1902)